# Antiguraleus subitus
Antiguraleus subitus é uma espécie de gastrópode do gênero Antiguraleus, pertencente a família Mangeliidae.